# Ruggiero di Lauria
Ruggiero di Lauria  (deutsch auch Roger Loria, katalanisch Roger de Llúria, französisch Roger de Lauria) (* um 1250 in Scalea in Kalabrien; † 17. Januar 1305 in Valencia) stammte aus einem stauferisch-sizilianischen Umfeld und war Admiral im Dienst der Krone Aragons. Er kämpfte vornehmlich im Zusammenhang mit dem Aufstand der sizilianischen Vesper gegen Karl I. und Karl II. von Anjou, die nach dem Untergang der Staufer Sizilien beherrschten. Ihm gelangen eine Reihe von bedeutenden Seesiegen.

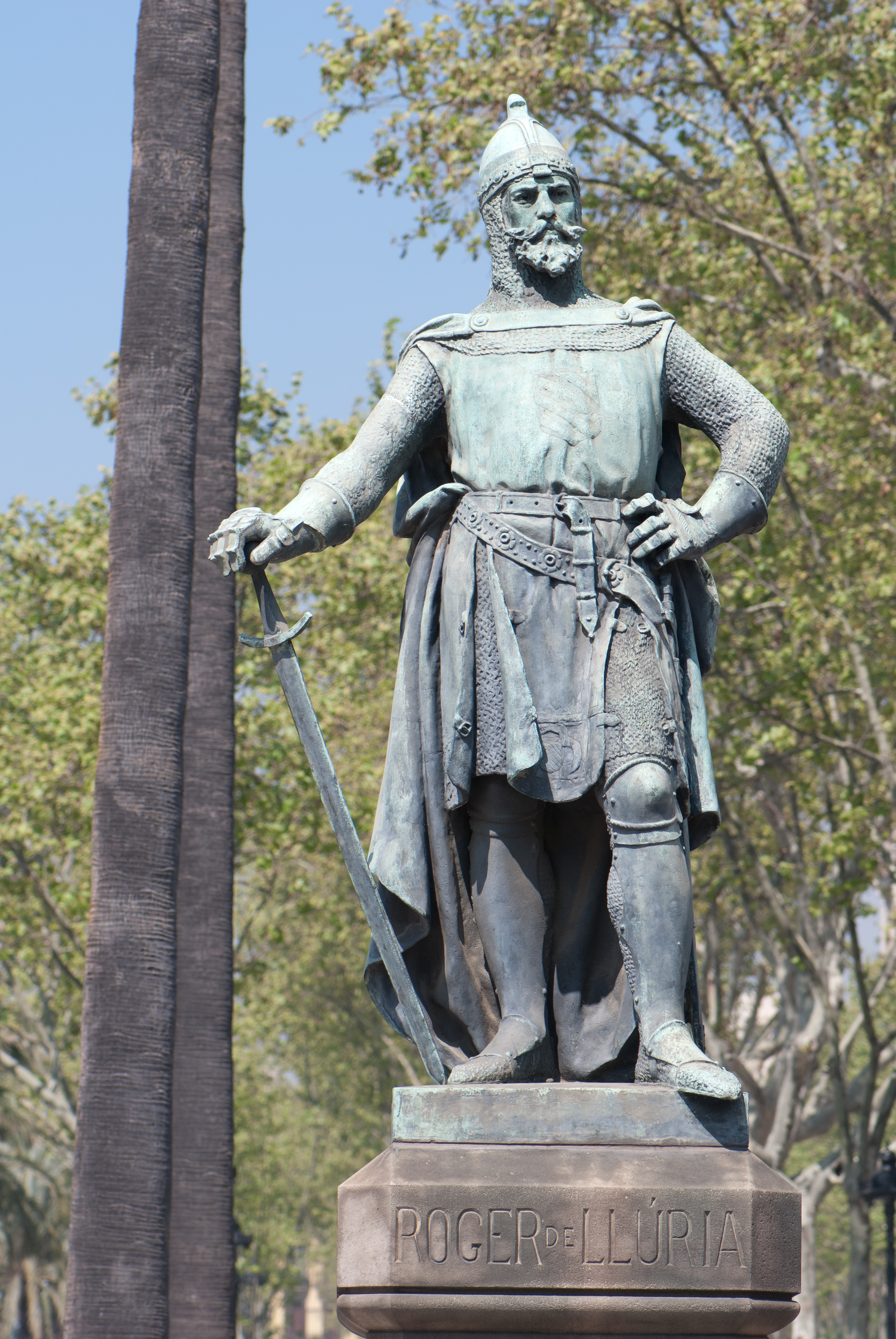
Nicht zeitgenössische Statue in Barcelona

## Leben
Er war Sohn des gleichnamigen Vaters und der Bella d'Amichi. Diese war Amme und Hofdame von Konstanze von Sizilien. Zusammen mit seiner Mutter begleitete er Konstanze 1262 an den Hof Jakob I. von Aragon zur Heirat mit dem Infanten Peter.
Der Hof wurde insbesondere nach dem Tod Manfreds 1266 zum Sammelpunkt der sizilianischen Staufer und ihrer Anhänger. Der König schenkte Lauria und seiner Mutter Besitzungen und der Infant Peter arrangierte die Hochzeit Rogers mit Margarida Lancia. Im Jahr 1273 wurde er zum Ritter geschlagen und der König ernannte ihn 1276 zum Gouverneur von Cocentaina. Nachdem Peter den Thron bestiegen hatte, hat er Roger weitere Ämter übertragen. Im Jahr 1282 begleitete er den König auf dessen Feldzügen nach Afrika und Sizilien im Zusammenhang mit dem als sizilianische Vesper bekannt gewordenen Aufstand gegen die Herrschaft der Anjou.
Im Jahr 1283 wurde Lauria zum Admiral der katalanischen Flotte ernannt und kehrte mit Königin Konstanze und ihren Kindern nach Sizilien zurück. Im selben Jahr siegte er am 6. Juli in einer großen Seeschlacht bei Malta, die einen halben Tag dauerte, gegen die Flotte Anjous. Dieser Sieg begründete seinen Ruhm als Seeheld. Ein jahr später boten die Anjous zwei Flotten auf. Die eine unter Karl I. sollte von der Provence aus in Richtung Sizilien fahren. In Unteritalien rüstete der Kronprinz eine zweite Flotte aus. Zusammen sollten sie Roger besiegen. Der Prinz hatte Anweisungen nicht alleine zu handeln. Um eine Vereinigung beider Flotten zu verhindern, führte Lauria seine Flotte in Richtung Neapel und bot dem Kronprinzen die Schlacht an. Dieser nahm die Schlacht an, möglicherweise weil Gefahr drohte, dass er blockiert werden könnte. Bei der Insel Nisida schlug Lauria die gegnerische Flotte vollständig. Dabei geriet der Prinz Karl in seine Gefangenschaft. Diesen schickte er nach Katalonien. Karl I., der inzwischen auf dem Schauplatz erschienen war, begann das von den Sizilianern gehaltene Reggio zu belagern. Weil die Gefahr drohte, dass Lauria ihm die Seeverbindung abschneiden könnte, musste er sich zurückziehen. Sein Heer löste sich auf und die Gegner konnten in Kalabrien eindringen. Loria erreichte auch die Freilassung von Beatrice von Sizilien, der Halbschwester der Königin Konstanze.
Er kämpfte zusammen mit dem Infanten Jakob weiter in Italien und führte eine Expedition zur Insel Djerba. Auf der Insel ließ er ein Kastell bauen. Beim Kampf gegen die Franzosen in Katalonien während des Aragonesischen Kreuzzuges rief ihn Peter III. zur Hilfe und Roger gelang ein weiterer Seesieg. In der Folge wurden Rosas und Cadaqués eingenommen. Zu Lande besiegte er die Franzosen 1285 am Pass von Panissars.
Er war 1286 bei der Krönung von Jakob zum König von Sizilien anwesend. Er erhielt den Auftrag dessen Reich gegen jeden Angreifer zu verteidigen. Lauria unternahm eine Expedition gegen die Provence und eine Reihe von Aktionen zur See rund um Sizilien. Im Jahr 1287 konnte Augusta erobert werden. Er siegte erneut bei Neapel, was zu einem Abkommen zwischen Aragon und den Franzosen führte. Die Sizilianer kämpften weiter. Mit seiner Flotte segelte Lauria an der Küste Kalabrienes entlang und nahm eine Stadt nach der anderen. König Jakob selbst landete bei Gaeta und belagerte die Stadt. Karl II. marschierte heran und belagerte die Belagerer. Daraufhin kam es 1289 zu einem zweijährigen Waffenstillstand.
Nach Vorstößen nach Nordafrika kehrte er nach Katalonien zurück, wo kurz zuvor 1291 König Alfons III. gestorben war. Er heiratete in zweiter Ehe Saurina d'Entença und bekam verschiedene Besitzung als Allod. Mit Bernat de Sarrià, der in der Nachbarschaft Besitz hatte, kam es zu schweren Konflikten. Jakob II. sandte ihn zur Verteidigung der Insel nach Sizilien. Danach führte er, veranlasst von katalanischen Kaufleuten in Konstantinopel, Krieg gegen griechische Inseln.
Das sizilianische Problem schien 1293 vor einer Lösung zu stehen. Es kam zu einem Vertrag zwischen Karl II. und König Jakob. Darin wurde dieser als König von Aragon anerkannt und sagte zu, eine Tochter Karls zu heiraten. Dafür würde er Kalabrien räumen und Sizilien nach drei Jahren an den Papst ausliefern. Dieser konnte dann Karl mit der Insel belehnen. Die Verhandlungen waren schwierig und schließlich war noch die Zustimmung des Infanten Friedrich nötig, der entschädigt werden musste. Insbesondere mussten seine maßgeblichen Gefolgsleute unter ihnen Loria überzeugt werden. Es kam 1295 zu einem Treffen mit Bonifaz VIII. Friedrich wurde unter anderem die Kaiserkrone von Konstantinopel durch Heirat mit der Erbin des Titels versprochen. Dieser reiste ab, während Loria und die anderen maßgeblichen Träger des Kampfes zurückblieben und über den Friede von Anagni verhandelten. Loria war allerdings dagegen Sizilien an den Heiligen Stuhl abzutreten. Letztlich hatte der Frieden wenig Wert, weil die Franzosen die Erbin des kaiserlichen Titels nicht dazu freigaben. Im Jahr 1296 wurde Friedrich zum König von Sizilien gewählt.
Lauria kämpfte für Friedrich in Kalabrien, ehe es zwischen beiden zu Streitigkeiten kam. Er stiftete sogar Verschwörungen und Aufstände an. Der König ließ ihn gefangen nehmen, aber Roger konnte entkommen. In Rom traf er mit Jakob II. zusammen. Dort wurde er 1297 zum Vizeadmiral der Kirche ernannt. Nachdem sein Neffe Johann Loria von den Sizilianern gefangen und hingerichtet worden war, begann er einen neuen Krieg und schlug die Gegner 1299 am Capo d’Orlando und bei Ponza am 14. Juni 1300. Dabei konnte er den gegnerischen Admiral Konrad Doria gefangen nehmen. Im Jahr 1302 schloss er den Frieden von Caltabellotta. Dabei wurden ihm auch seine konfiszierten Besitzungen zurückerstattet.
Nach seiner Rückkehr nach Valencia plante er unter anderem einen wenig erfolgreichen Kreuzzug in das heilige Land.
Bestattet ist er im Kloster Santes Creus. Er wird im Decamerone von Giovanni Boccaccio erwähnt. Nach ihm war im 19. Jahrhundert eine Klasse italienischer Panzerschiffe benannt.